# Masakry Żydów w Białymstoku latem 1941 roku
Masakry Żydów w Białymstoku latem 1941 roku – masowe mordy na ludności żydowskiej, których funkcjonariusze SS i Ordnungspolizei dopuścili się w Białymstoku na przełomie czerwca i lipca 1941 roku, niedługo po rozpoczęciu wojny niemiecko-sowieckiej.
27 czerwca 1941 roku Białystok został zajęty przez wojska niemieckie. Razem z żołnierzami Wehrmachtu do miasta wkroczyli policjanci z 309. batalionu policji. Otrzymali oni rozkaz przeszukania dzielnic zamieszkiwanych przez Żydów oraz wyłapania sowieckich niedobitków i „wrogich elementów”. Na skutek radykalnie antysemickiej postawy niektórych oficerów i podoficerów „przeczesywanie miasta” przekształciło się w brutalny pogrom. Tego dnia Niemcy zamordowali w Białymstoku około 2–3 tys. Żydów, z czego około 700–800 spalono żywcem w Wielkiej Synagodze.
3 lipca funkcjonariusze Einsatzgruppen aresztowali w Białymstoku blisko tysiąc Żydów. Około 300 więźniów, w większości przedstawicieli inteligencji, rozstrzelano następnego dnia w lesie na Pietraszach. Kolejne egzekucje, zarządzone osobiście przez Heinricha Himmlera, miały miejsce 12 i 13 lipca. Około 4 tys. Żydów zostało wtedy rozstrzelanych na Pietraszach przez członków 316. i 322. batalionów policji.
Szacuje się, że na przełomie czerwca i lipca 1941 roku Niemcy zamordowali w Białymstoku od 6,5 do 7 tys. Żydów. 1 sierpnia tegoż roku pozostający w mieście Żydzi, w liczbie około 43 tys., zostali zamknięci w nowo utworzonym getcie.

## Preludium
Według danych z 1936 roku w Białymstoku zamieszkiwało 44 482 Żydów. Stanowili oni blisko 45% ludności miasta. We wrześniu 1939 roku Białystok znalazł się przejściowo pod niemiecką okupacją. 15 września, tj. w dniu wkroczenia wojsk niemieckich do miasta, żołnierze Brygady Fortecznej „Lötzen” rozstrzelali 11 mężczyzn, w tym 6 Żydów. Kolejnych dwóch Żydów zginęło z rąk Niemców w kolejnych dniach. Wielu uwięziono w obozie przejściowym, który Niemcy zorganizowali w gmachu Szkoły Podstawowej nr 1 przy ul. Ogrodowej. 20 września w obozie pojawili się funkcjonariusze Einsatzgruppe IV, którzy z powodu rzekomego „nieposłuszeństwa” zamordowali 8 więźniów, w tym dwóch Żydów.
Niemcy wycofali się po tygodniu, ustępując miejsca Armii Czerwonej. Podczas dwuletniej okupacji sowieckiej liczba żydowskich mieszkańców wzrosła do około 50 tys., przede wszystkim na skutek napływu uchodźców z niemieckiej strefy okupacyjnej.
22 czerwca 1941 roku III Rzesza z zaskoczenia zaatakowała ZSRR. Pierwsze tygodnie wojny miały bardzo pomyślny przebieg dla strony niemieckiej. Dywizjom Wehrmachtu udało się bowiem rozbić wojska nadgranicznych okręgów wojskowych ZSRR, a następnie wedrzeć się w głąb sowieckiego terytorium. Szczególnym powodzeniem uwieńczone zostało natarcie Grupy Armii „Środek”, która w ciągu niespełna dwóch tygodni okrążyła i doszczętnie rozbiła sowiecki Front Zachodni.
W ślad za oddziałami Grupy Armii „Środek” podążała Einsatzgruppe B. Była to specjalna grupa operacyjna SD i policji bezpieczeństwa, która docelowo miała operować na obszarze Białorusi i centralnej Rosji. Na tyły GA „Środek” skierowano ponadto cztery bataliony Ordnungspolizei. Trzy z nich: 307., 316. i 322. tworzyły Pułk Policji „Środek” (Polizei-Regiment Mitte), którego dowódcą był płk Max Montua. 309. batalion, sformowany we wrześniu 1940 roku w Kolonii, został natomiast przydzielony do 221. Dywizji Bezpieczeństwa (221. Sicherungs-Division). Ogólne zwierzchnictwo nad wszystkimi siłami SS i policji na tym kierunku sprawował Wyższy Dowódca SS i Policji „Rosja-Środek” SS-Gruppenführer Erich von dem Bach-Zelewski (Höherer SS- und Polizeiführer „Rußland-Mitte”).
Zadaniem Einsatzgruppen była likwidacja wszystkich prawdziwych lub domniemanych przeciwników niemieckiego panowania, przy czym pod tym pojęciem rozumiano początkowo przede wszystkim działaczy komunistycznych, Żydów będących członkami partii komunistycznej lub zatrudnionych w sowieckim aparacie państwowym, a także „inne radykalne elementy”. Niektórzy oficerowie SS i policji, którym przyszło działać na Wschodzie, od początku skłonni byli jednak przyjąć znacznie bardziej radykalne podejście. Od pierwszych dni wojny Einsatzgruppen masowo rozstrzeliwały żydowskich mężczyzn, zazwyczaj nie próbując ustalić, czy są oni członkami partii komunistycznej lub pracownikami aparatu państwowego. Z kolei dowódca 309. batalionu policji mjr Ernst Weiss przekazując swoim oficerom treść rozkazu o komisarzach oraz rozkazu o „Jurysdykcji Barbarossa”, uzupełnił go własnym komentarzem, oznajmiając, że w jego opinii rozkazy Führera oznaczają konieczność likwidacji wszystkich Żydów – bez względu na wiek i płeć. Kilka dni później dowodzona przez niego jednostka dokonała wielkiej masakry białostockich Żydów.

## „Czarny piątek”

### Geneza

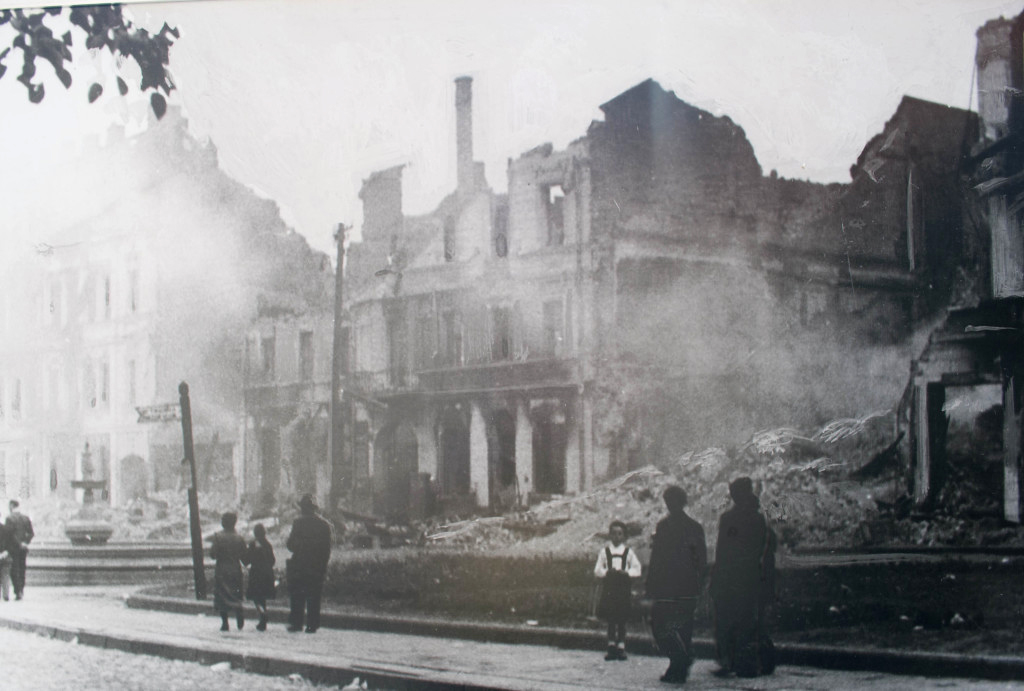
Białystok. Ruiny domów spalonych w czerwcu 1941 roku

Po wybuchu wojny niemiecko-sowieckiej w Białymstoku szybko zapanował chaos. Funkcjonariusze sowieckiego aparatu okupacyjnego oraz ich rodziny przystąpili do panicznej ucieczki. Również wielu mieszkańców opuściło miasto w obawie przed niemieckimi nalotami i sowieckimi represjami. Miały miejsce przypadki szabrowania sklepów i magazynów. Z miejscowego więzienia, z którego uciekli sowieccy strażnicy, wydostało się około 2150 więźniów. Nawet do 200 mieszkańców Białegostoku i okolic zostało zamordowanych przez wycofujących się Sowietów. W relacjach żydowskich pojawiają się także informacje o Polakach dokonujących napadów na białostockich Żydów.
27 czerwca około godziny 6:00 rano do Białegostoku wkroczyli żołnierze niemieckiej 221. Dywizji Bezpieczeństwa. Towarzyszyli im funkcjonariusze Ordnungspolizei z 309. batalionu policji. Jego 1. i 3. kompanie wkroczyły do miasta już o poranku, odpowiednio z kierunków zachodniego i południowo-zachodniego. 2. kompania dołączyła dopiero popołudniu, wmaszerowując od południowego wschodu. Wszystkie trzy pododdziały zajęły stanowiska w rejonie Rynku Kościuszki.
Wkraczając do miasta, Niemcy napotkali na niewielki opór ze strony niedobitków sowieckich oddziałów oraz „partyzantów”. Według oficjalnych raportów w trwających kilka godzin potyczkach zginęło trzech niemieckich oficerów oraz 43 podoficerów i żołnierzy. W dzienniku wojennym 221. Dywizji pod datą 27 czerwca odnotowano, że w czasie przeczesywania miasta i towarzyszących mu walk „zapaliło się wiele domów, wśród nich synagoga”. Dopiero z pomocą saperów, którzy byli zmuszeni wysadzić część zabudowań, udało się powstrzymać pożar, który rozszerzył się na sąsiednią dzielnicę. Zapisy w dzienniku wojennym 309. batalionu, zamieszczone 27 i 28 czerwca, informują natomiast, że Wielka Synagoga zapaliła się na skutek „ostrzału dział przeciwpancernych”, a powstały w ten sposób pożar objął rynek i południową część miasta. „Częściowo w wyniku wymiany ognia” miało zostać zabitych „około 200 rosyjskich żołnierzy, partyzantów i Żydów”. Podczas gdy jedna z kompanii walczyła z ogniem, pozostałe dwie miały patrolować miasto, „dbając o porządek i bezpieczeństwo”, „dając nauczkę” szabrownikom, odzyskując rozgrabione mienie oraz – „z pomocą Żydów” – uprzątając zwłoki, które zalegały ulice. W raporcie, który Abwehra sporządziła kilka dni później dla niemieckiej prasy, była nawet mowa o „szalejących walkach ulicznych”, dowódcy dywizji, który jakoby osobiście poprowadził szturm na siedzibę władz miejskich, oraz snajperach, którzy z okien Wielkiej Synagogi rzekomo „strzelali niemieckim zwiadowcom w plecy”.
Wydarzenia opisane w niemieckich raportach miały jednak bardzo niewiele wspólnego z rzeczywistością, bowiem wkraczający do miasta żołnierze i policjanci najprawdopodobniej nie napotkali na poważniejszy opór. Udramatyzowane opisy rzekomych walk ulicznych miały zatuszować masowe zbrodnie, których Niemcy dopuścili się tego dnia w mieście, a zwłaszcza fakt, że ich sprawcami byli po części żołnierze Wehrmachtu.
Rzeczywisty przebieg wydarzeń można odtworzyć na podstawie materiałów śledczo-sądowych, które zgromadzono po wojnie w Niemczech Zachodnich. Byli policjanci, których przesłuchiwano w latach 60. i 70., zeznali, że początkowo otrzymali rozkaz wyłapania sowieckich niedobitków oraz „antyniemieckich elementów”, w tym zwłaszcza żydowskich mężczyzn zdolnych do noszenia broni. Rozkazy dowódcy batalionu nie precyzowały przy tym, co należy uczynić z zatrzymanymi. W tej sytuacji inicjatywę przejęła grupa fanatycznych oficerów i podoficerów, którzy pamiętali wcześniejsze wezwania Weissa do rozprawy z Żydami oraz byli świadomi, że kierownictwo Rzeszy postrzega wojnę z ZSRR jako „starcie przeciwstawnych ideologii”. Przeczesywanie miasta szybko przekształciło się w orgię przemocy i grabieży.
Niektórzy policjanci winą za taki rozwój wypadków obarczali por. Heinricha „Pipo” Schneidera oraz innych oficerów z 3. kompanii. Niemiecki historyk Christian Gerlach główną odpowiedzialnością za zainicjowanie pogromu obarczał z kolei 1. kompanię i jej dowódcę kpt. Hansa Behrensa. Edward B. Westermann wskazuje natomiast, że obie kompanie na równi zaangażowały się w mordowanie i terroryzowanie Żydów. Na brutalne postępowanie policjantów zapewne wpływ miał fakt, że wkraczając do Białegostoku, rozgrabili wiele sklepów z alkoholem. Dowódca batalionu miał z kolei okazać się niezdolny lub nieskory do powstrzymania swoich podwładnych. Niemniej niektórzy autorzy są skłonni przypisywać mu bardziej znaczącą rolę w wydarzeniach z 27 czerwca. W szczególności Daniel Goldhagen uważa, że masakra została od początku zaplanowana i zarządzona przez Weissa. Gerlach przypuszcza jednak, że zeznania niektórych policjantów o jednoznacznym rozkazie mordowania Żydów, który batalion miał rzekomo otrzymać od Hitlera, były wyłącznie strategią procesową.

### Przebieg

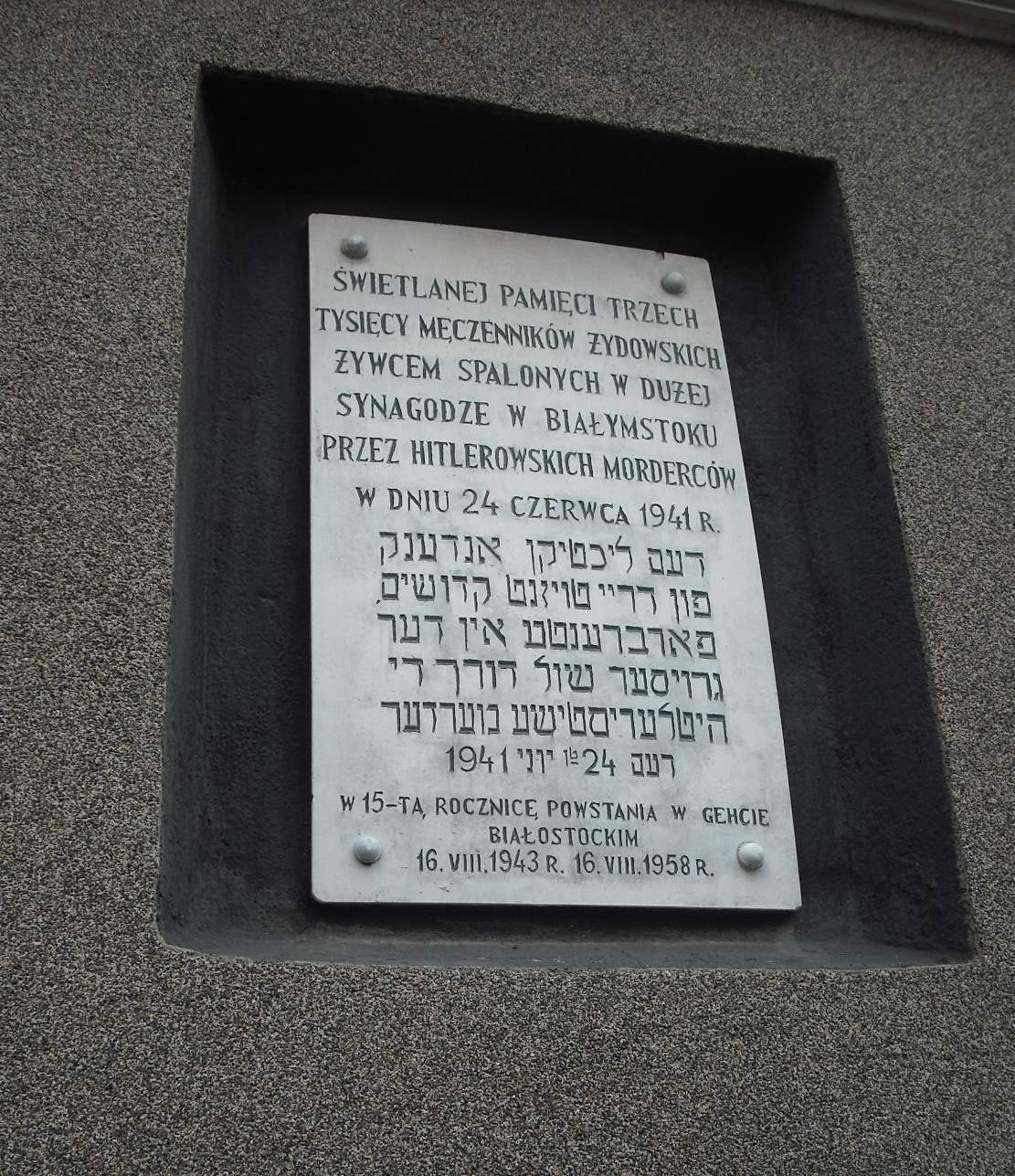
Tablica na ścianie budynku przy ul. Suraskiej 1, upamiętniająca ofiary „czarnego piątku”

Kilka godzin po wkroczeniu do Białegostoku policjanci otoczyli zamieszkaną przez Żydów dzielnicę w centrum miasta, znaną jako Szulhojf. Pogrom objął także Piaski i rejon Rynku Rybnego. Żydowskich mężczyzn i chłopców chwytano na ulicach lub wywlekano z domów. Następnie doprowadzano ich na Rynek Kościuszki lub do Wielkiej Synagogi przy ul. Wilczej. Przesłuchiwani po wojnie policjanci twierdzili, że w identyfikowaniu Żydów pomagali im niektórzy z miejscowych Polaków. Wkrótce w jednym z pododdziałów padł rozkaz, by zabijać Żydów, którzy odmawiają otwarcia drzwi do swoich domów.
Schwytani Żydzi byli bici, dręczeni i upokarzani. Policjanci zmuszali ich to tańczenia i śpiewania religijnych pieśni, zdarzały się także przypadki podpalania bród ortodoksyjnym wyznawcom judaizmu. Niektórym kazano krzyczeć: „Jestem Jezusem Chrystusem”. Grupa Żydów udała się do sztabu 221. Dywizji, by błagać jej dowódcę o interwencję. Gdy jednak padli na kolana, gen. Johann Pflügbeil odwrócił się plecami, a obecny w sztabie policjant oddał na nich mocz. W innym miejscu pewien oficer policji wyraził dezaprobatę wobec postępowania swych kolegów, usłyszał jednak w odpowiedzi: „Najwyraźniej nie przeszedłeś jeszcze odpowiedniego szkolenia ideologicznego”.
Tego dnia w Białymstoku rozstrzelano setki Żydów. Niektórych zabito w domach lub na ulicach, innych doprowadzano do miejsc kaźni na obrzeżach miasta. Masowe egzekucje odbywały się w szczególności na terenie Parku Branickich. Niemcy wymordowali również pacjentów żydowskiego szpitala. Zbiorowe egzekucje były kontynuowane nawet po zmroku, w świetle reflektorów. Obok policjantów w pogromie uczestniczyli żołnierze Wehrmachtu; niektórzy autorzy piszą w tym kontekście o pojedynczych żołnierzach, inni o całym pododdziale z 350. pułku piechoty.
Do największej zbrodni doszło w Wielkiej Synagodze. Niemcy spędzili tam setki schwytanych Żydów, a w dodatku wcześniej znalazła się tam pewna liczba osób, które liczyły, że w świątyni znajdą schronienie. Według niektórych źródeł liczba Żydów, których tego dnia zamknięto w Wielkiej Synagodze, mogła sięgnąć nawet 2,5 tys. Inne szacują ją znacznie niżej, na co najmniej 500. Za najbliższe prawdy przyjmuje się jednak szacunki mówiące o około 700 lub 800 osobach. Były wśród nich kobiety z dziećmi. Policjanci zaryglowali drzwi do synagogi i otoczyli ją podwójnym kordonem. Dwie ciężarówki dowiozły beczki z benzyną, którą następnie oblano ściany budynku. Pod wieczór por. Schneider rozkazał podpalić synagogę. W tym celu obrzucono ją granatami ręcznymi. Ofiary, które usiłowały skakać z okien, ginęły od niemieckich kul. Policjanci strzelali nawet do dzieci, które rodzice unosili wysoko do okien, licząc, że wzbudzą litość oprawców. Polski dozorca synagogi, Józef Bartoszko, z narażeniem życia otworzył tylne drzwi świątyni. Dzięki jego postawie od kilkunastu do nawet trzydziestu Żydów zdołało się uratować.
Eksplozje niemieckich granatów spowodowały, że pożar objął także sąsiednie budynki. Uciekający przed ogniem Żydzi byli zabijani przez policjantów. Dopiero gdy rozprzestrzeniający się pożar zagroził pojazdom batalionu, mjr Weiss rozkazał rozpocząć akcję gaśniczą. Trwała ona do wczesnych godzin porannych. Niektóre domy wysadzono w powietrze, by powstrzymać rozprzestrzenianie się ognia. Ginęli przy tym znajdujący się w nich Żydzi.
Autorzy Encyclopedia of Camps and Ghettos szacują, że 27 czerwca Niemcy zamordowali w Białymstoku od 2 tys. do 3 tys. Żydów. Inni historycy piszą o co najmniej 2 tys. ofiar. Christopher Browning podaje, że zamordowano od 2 tys. do 2,2 tys. Żydów, podczas gdy Philip Blood jest skłonny szacować liczbę zabitych nawet na około 3 tys. Dzień ten zapisał się w historii Białegostoku jako „czarny piątek”. We wspomnieniach ocalałych Żydów pojawiają się także określenia „czerwony piątek” lub „krwawy piątek”. Ofiary masakry były natomiast określane mianem „piątkowych”.
Wobec policjantów, którzy uczestniczyli w masakrach, podpaleniach i grabieżach nie wyciągnięto żadnych konsekwencji dyscyplinarnych. Co więcej, zarówno mjr Weiss, jak i gen. Pflügbeil wypowiadali się w superlatywach na temat ich działań i postawy. Ten pierwszy został nawet przedstawiony do odznaczenia Krzyżem Żelaznym II klasy.

## Masakry w lipcu 1941 roku

### Akcja „czwartkowa”

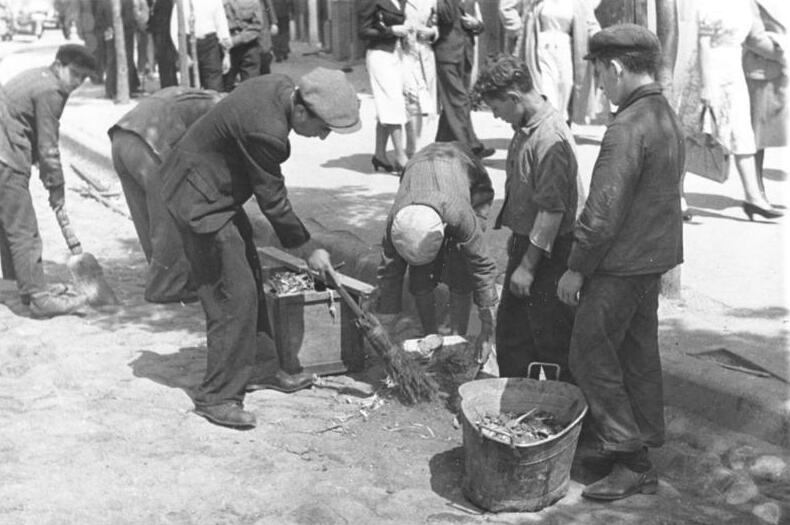
Czerwiec 1941 roku. Grupa Żydów zmuszona do uprzątania ulic Białegostoku

28 czerwca gen. Pflügbeil wezwał na odprawę dowódców wszystkich jednostek, które stacjonowały w Białymstoku. Najprawdopodobniej pod wpływem wydarzeń z poprzedniego dnia wydał pisemny rozkaz, by „osoby cywilne rozstrzeliwać tylko w wypadku stawiania oporu, natychmiast na miejscu lub w odosobnieniu, bez widzów”. Drugi rozkaz mówił o konieczności unikania pożarów. Zawierał jednocześnie usprawiedliwienie, że „w synagodze wybuchł pożar wskutek ostrzału, ponieważ z niej zostały oddane strzały”.
Tymczasem w Białymstoku powołano Komendanturę Miejscową, przy czym za porządek w samym mieście odpowiadać miała 683. Komendantura Polowa (Feldkommandantur 683, FK 683), którą dowodził płk Percy baron von Ascheberg. Jednakże już 1 lipca w Białymstoku ulokowano 549. Komendanturę Polową, podczas gdy utrzymywanie porządku w mieście powierzono 644. Komendanturze Miejscowej (Ortskommandantur 644, OK 644).
29 czerwca naczelny rabin gminy białostockiej Gedalia Rosenmann został wezwany do komendantury, gdzie rozkazano mu, by w ciągu 24 godzin powołał 12-osobowy Judenrat. Przez następny miesiąc Rosenmann formalnie sprawował funkcję przewodniczącego Rady Żydowskiej, niemniej w rzeczywistości od samego początku jej pracami kierował Efraim Barasz – działacz społeczny, przedwojenny przewodniczący białostockiej gminy żydowskiej. Jednym z pierwszych rozkazów, które Niemcy wydali Judenratowi, było dostarczenie znacznej ilości koców, poduszek, futrzanych płaszczy i skór, a także kontyngentu robotników przymusowych.
30 czerwca na polecenie dowództwa 221. Dywizji Bezpieczeństwa sformowano złożoną z Żydów brygadę roboczą, która obaliła wszystkie znajdujące się w mieście pomniki Stalina i Lenina. Sceny te były filmowane przez ekipę Propaganda-Abteilung. 3 lipca z Białegostoku wymaszerowało na wschód kilka niemieckich oddziałów, w tym 309. batalion policji.
Tymczasem 1 lipca w mieście pojawili się funkcjonariusze Einsatzkommando 8 (EK 8). Był to jeden z pododdziałów Einsatzgruppe B, dowodził nim SS-Sturmbannführer Otto Bradfisch. W Białymstoku i jego okolicach EK 8 przebywało do 4 lipca włącznie, przy czym wydzielone pododdziały (Teilkommandos) zostały wysłane do Wołkowyska i Nowogródka. 3 lipca w Białymstoku pojawił się na krótko sztab EG B na czele z jej dowódcą SS-Gruppenführerem Arthurem Nebe. Ponadto celem czasowego wsparcia EK 8 wysłano do Białegostoku specjalny oddział, który sformowano spośród funkcjonariuszy urzędu komendanta SD i policji bezpieczeństwa (KdS) na dystrykt warszawski. Oddziałem tym dowodził SS-Hauptsturmführer Wolfgang Birkner.
3 lipca funkcjonariusze EK 8 przeprowadzili w Białymstoku masowe aresztowania. Zatrzymano wtedy m.in. kilkudziesięciu żydowskich prawników, których pod fałszywym pretekstem wezwano do siedziby komendantury przy ul. Warszawskiej. Łącznie aresztowano blisko tysiąc Żydów. Zostali oni osadzeni w budynku komendantury. W nocy więźniów przesłuchiwali niemieccy oficerowie (w większości nietrzeźwi), którzy w szczególności wypytywali o wykonywane zawody. Dokonywali także oględzin dłoni. W ten sposób „wyselekcjonowano” około 300 przedstawicieli inteligencji. Pozostałych Żydów zwolniono do domów. Następnego dnia 300 więźniów zabrano do lasu na Pietraszach, leżącego w odległości około trzech kilometrów na północny wschód od miasta. W czasie przemarszu niemieccy konwojenci bili Żydów i zmuszali ich do śpiewu. Po dotarciu na miejsce wszystkich więźniów rozstrzelano. Ofiary tej masakry były określane przez białostockich Żydów mianem „czwartkowych”.

### Akcja „sobotnia”

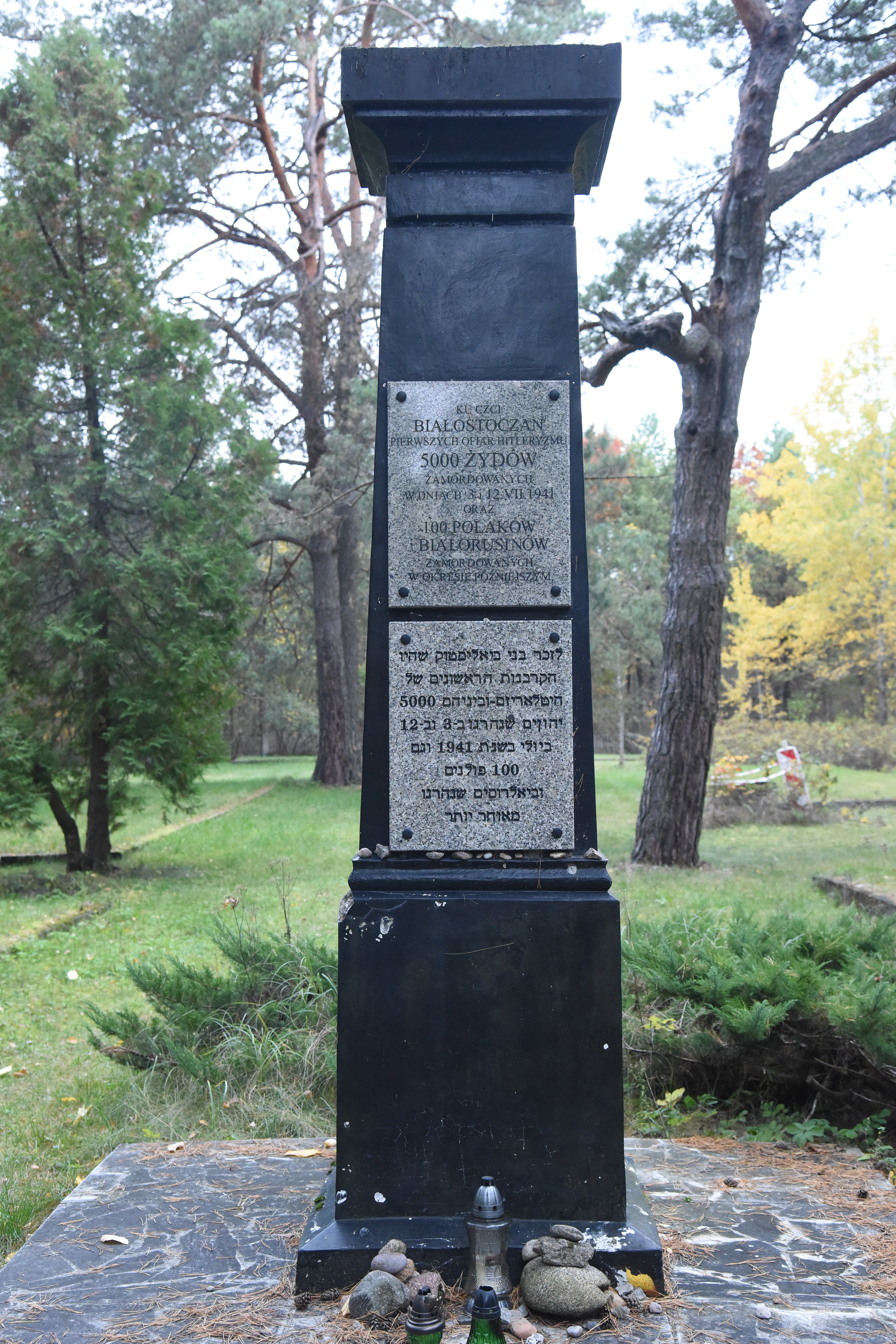
Pomnik w miejscu straceń w lesie na Pietraszach

W nocy z 5 na 6 lipca do Białegostoku wkroczyły 316. i 322. bataliony policji. 8 lipca – pod pretekstem poszukiwania mienia, które rozszabrowano w czasie ostatnich dni sowieckiej okupacji – policjanci z 322. batalionu przeprowadzili w mieście zakrojone na szeroką skalę przeszukania. Objęły one przede wszystkim domy w dzielnicy żydowskiej. W czasie tej akcji zastrzelono 22 Żydów i Polaków. Niemcy skonfiskowali 20 ciężarówek „wartościowych przedmiotów”, rzekomo w całości pochodzących z szabru. Tego samego dnia Judenrat na żądanie Niemców wydał zarządzenie, które nakładało na wszystkich Żydów w wieku od 14 lat obowiązek noszenia na prawym ramieniu opasek z niebieską gwiazdą Dawida lub żółtą łatą.
Również tego samego dnia inspekcję w Białymstoku przeprowadził Reichsführer-SS Heinrich Himmler, któremu towarzyszył dowódca Ordnungspolizei SS-Obergruppenführer Kurt Daluege. Niektórzy historycy przypuszczają, że podczas tej wizyty zapadła decyzja o przeprowadzeniu kolejnych masowych egzekucji. Jeden ze świadków zeznał, powołując się na relację z drugiej ręki, że podczas przemówienia Reichsführer-SS wyraził niezadowolenie z powodu zbyt małej liczby aresztowanych Żydów. Jürgen Matthäus nie wykluczał jednak, że Himmler ograniczył się do zaaprobowania wcześniejszych działań SS i policji, co podwładni zinterpretowali jako „zielone światło” do przeprowadzenia kolejnych mordów. 9 lipca do policjantów zgromadzonych na miejskim stadionie przemówił Daluege. Podkreślił wtedy, że Ordnungspolizei „może być dumna z uczestniczenia w rozgramianiu największego wroga świata – bolszewizmu. Żadna kampania wojenna nie miała tak wielkiego znaczenia. Bolszewizm zostanie teraz w końcu zniszczony ku chwale Niemiec, Europy oraz całego świata”.
Dwa dni później dowódca Pułku Policji „Środek” płk Max Montua, działając z upoważnienia SS-Gruppenführera Ericha von dem Bach-Zelewskiego, wydał szczegółowe wytyczne w sprawie przeprowadzenia akcji eksterminacyjnej. Otrzymali je dowódcy 316. i 322. batalionów: mjr Gustav Waldow i mjr Gottlieb Nagel. Rozkaz Montui przewidywał, że rozstrzelani zostaną wszyscy żydowscy mężczyźni w wieku od 17 do 45 lat, „uznani winnymi szabrowania”. W celu zachowania tajemnicy zalecał, by egzekucje zostały przeprowadzone w odosobnionych miejscach, leżących z dala od szlaków komunikacyjnych i osiedli ludzkich. Groby miały zostać starannie zamaskowane, zabroniono także wykonywania zdjęć w czasie egzekucji. Jednocześnie Montua zalecił oficerom, aby w trosce o stan psychiczny egzekutorów „zapewnili im wieczorne atrakcje”, a także przekonywali ich o „politycznej konieczności takich rozwiązań”. Z kolei w polskich źródłach można znaleźć informację, że hitlerowcy rozpuszczali pogłoski wśród mieszkańców Białegostoku, iż przyczyną masowych egzekucji było rzekome zaginięcie pięciu lub sześciu niemieckich policjantów, którzy w rzeczywistości samowolnie oddalili się z koszar i na skutek upojenia alkoholowego nie zdążyli stawić się na zbiórkę.
„Akcja” rozpoczęła się 12 lipca o godzinie 5:00 rano. Ponad 1000 policjantów otoczyło dzielnice zamieszkiwane przez Żydów, po czym zaczęło wyciągać z domów mężczyzn i chłopców. Według powojennych zeznań funkcjonariuszy identyfikacja Żydów nie nastręczała większych trudności, gdyż nosili oni już wtedy opaski, a w dodatku znaleźli się Polacy, którzy pomagali w ich wyszukiwaniu. Ujętych Żydów prowadzono na miejski stadion, którego strzegła grupa policjantów z 322. batalionu. Mimo iż panował dotkliwy upał, więźniom nie wydawano wody. Zabroniono im nawet załatwiania potrzeb naturalnych. Gdy stadion był już wypełniony ludźmi, pojawił się Montua. Żydom rozkazano oddać posiadane pieniądze i kosztowności, a następnie zgromadzono ich w centralnej części obiektu. Po południu, przy użyciu samochodów ciężarowych, Niemcy zaczęli wywozić Żydów do lasu na Pietraszach. Był on otoczony i strzeżony przez policjantów z 316. batalionu. Na miejscu ofiary dzielono na małe grupy, po czym prowadzono nad okopy, które zostały wykopane jeszcze przez Armię Czerwoną. Żydzi byli tam rozstrzeliwani przez około 30-osobowy pluton egzekucyjny. Zwłoki przysypywano cienką warstwą ziemi.
W egzekucjach i zabezpieczaniu miejsca kaźni uczestniczyła większość funkcjonariuszy 316. batalionu oraz jedna kompania z 322. batalionu. Przebieg akcji nadzorowali natomiast funkcjonariusze SD i Sicherheitspolizei. W pewnym momencie w lesie pojawił się von dem Bach-Zelewski, który starał się motywować członków plutonu egzekucyjnego, podkreślając, że odgrywają oni „ważną rolę w walce z żydowskim bolszewizmem i międzynarodowym żydostwem”. Oznajmił jednocześnie, że „nikt spośród tych, którzy pokładają wiarę w kierownictwie Rzeszy, nie może uchylić się od wykonania tego zadania”. Gdy zaczął zapadać zmrok, miejsce kaźni oświetlono reflektorami samochodowymi. Okazało się to jednak mało skutecznym rozwiązaniem, stąd po pewnym czasie mjr Waldow był zmuszony przerwać egzekucję. Żydzi, których nie zdążono rozstrzelać, musieli pod strażą spędzić całą noc na miejscu kaźni. Rozstrzelano ich dopiero następnego dnia, podobnie jak Żydów, których poprzedniego dnia nie zdążono dowieźć ze stadionu. 
Żadna z ofiar nie zdołała uciec z miejsca egzekucji. Zazwyczaj szacuje się, że 12–13 lipca funkcjonariusze z 316. i 322. batalionów policji rozstrzelali na Pietraszach od 4 tys. do 4,5 tys. Żydów. W niektórych źródłach można jednak znaleźć informacje o 1,2–3 tys., 2,6 tys., 3 tys. lub nawet 5,3 tys. ofiar. W gronie zamordowanych znalazł się m.in. Jakub Szapiro (dziennikarz, literat, nauczyciel, propagator esperanto). Ofiary tej masakry były określane przez białostockich Żydów mianem „sobotnich”.

## Epilog
W ciągu pierwszych dwóch tygodni niemieckiej okupacji zamordowano w Białymstoku od 6,5 tys. do 7 tys. Żydów.
12 lipca – a więc w dniu, w którym rozpoczęła się „akcja sobotnia” – przedstawiciele Judenratu udali się do niemieckiej komendantury, by prosić o uwolnienie aresztowanych. Rabin Rosenmann pod groźbą zastrzelenia był wtedy zmuszony podpisać oświadczenie, które głosiło, iż to wycofujący się Sowieci podpalili Wielką Synagogę i Szulhojf, podczas gdy pożary zostały ugaszone przez niemieckich żołnierzy. Następnie, w zamian za zwolnienie więźniów, Niemcy zażądali kontrybucji w wysokości 5 kg złota, 100 kg srebra i 2 mln rubli. 
Judenrat przystąpił do zbierania kontrybucji, w czym chętnie partycypowali białostoccy Żydzi, mający nadzieję, że dzięki temu ich zaginieni bliscy powrócą do domów. Udało się zebrać nawet większą sumę niż żądali Niemcy. Gdy jednak Judenrat dostarczył kontrybucję, wojskowy komendant miasta oświadczył, że może ona posłużyć co najwyżej zapobieżeniu kolejnym „akcjom”, gdyż mężczyźni aresztowani 12 lipca zostali już wysłani na roboty przymusowe do Niemiec. Mimo iż Judenrat starał się zachować tę odpowiedź w tajemnicy, białostoccy Żydzi wkrótce zorientowali się w sytuacji, a wśród ludności zapanowało powszechne wzburzenie. Pod siedzibą rady odbyły się nawet protesty matek i żon ofiar „sobotniej” akcji. Powołano także niezależny od Judenratu komitet, który zbierał środki na okup dla Niemców. Po kilku miesiącach zaprzestał on jednak działalności, gdyż stało się jasne, że nie ma szans na powrót zaginionych.
26 lipca na polecenie niemieckich władz wojskowych Judenrat ogłosił, że białostoccy Żydzi muszą w ciągu pięciu dni przenieść się do getta, które obejmie tereny na północ od Rynku Kościuszki. Z domów, które znalazły się w obrębie getta, wysiedlono wszystkich Polaków. Wokół dzielnicy wzniesiono drewniany płot o wysokości 2,5 metra, zwieńczony drutem kolczastym. Zamknięcie bram nastąpiło 1 sierpnia. W getcie zostało uwięzionych blisko 43 tys. Żydów. Przez ponad rok panowała swoista stabilizacja. Kolejna akcja eksterminacyjna nastąpiła dopiero w lutym 1943 roku, kiedy to do obozów śmierci w Auschwitz i Treblince wywieziono około 8 tys. białostockich Żydów, a kolejnych 2 tys. zamordowano na terenie getta.
25 września 1942 roku informacja o pogromie dokonanym przez Niemców w „czarny piątek” pojawiła się na łamach brytyjskiego dziennika „Manchester Guardian”.
Zwłoki ofiar zamordowanych w lesie na Pietraszach zostały ekshumowane i spalone przez Niemców w lipcu 1944 roku. Po wojnie odnaleziono tam 7 grobów zbiorowych i 62 indywidualne.

## Upamiętnienie

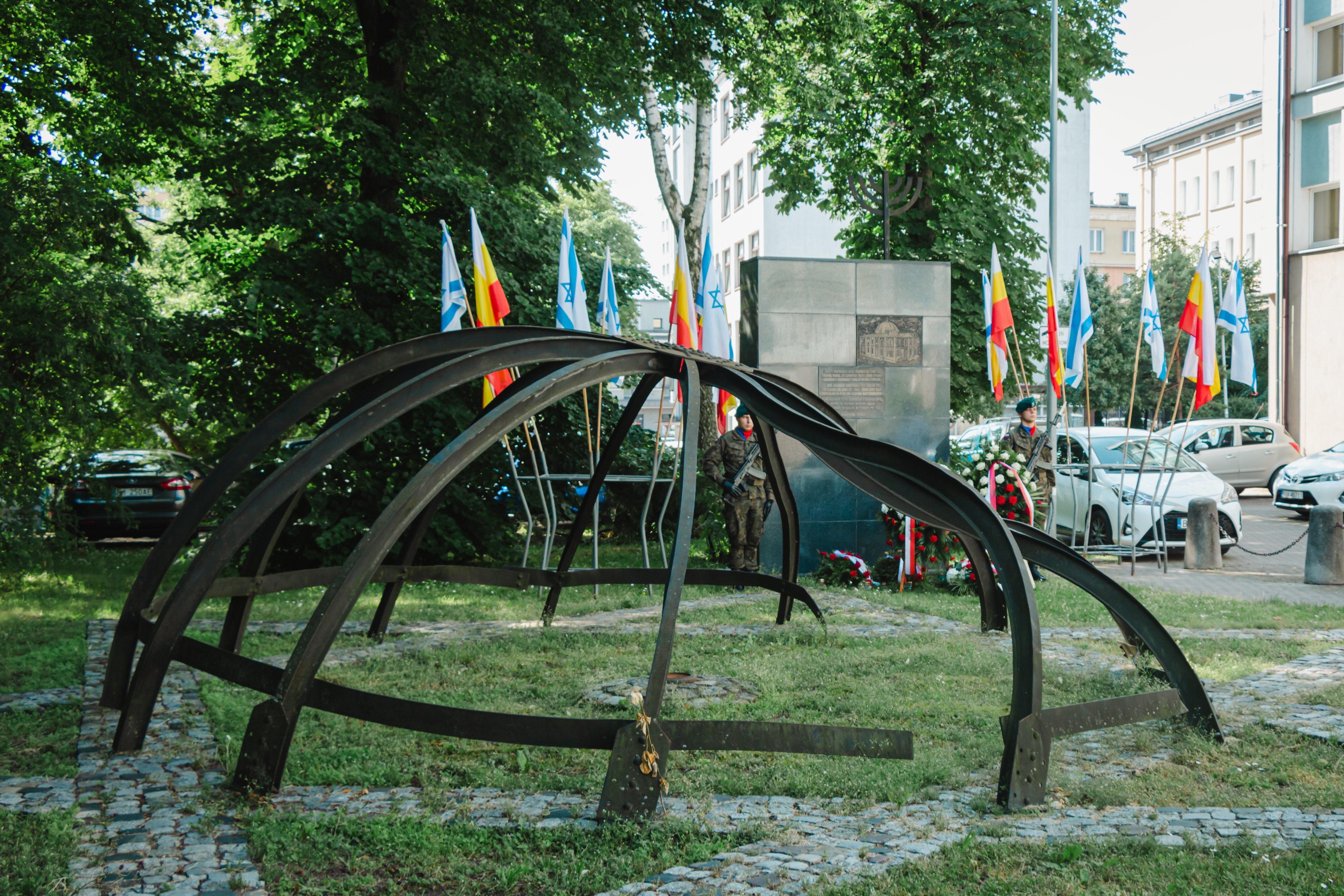
Pomnik upamiętniający białostocką Wielką Synagogę

Po wojnie ruiny Wielkiej Synagogi zostały rozebrane. Ofiary spalone przez Niemców 27 czerwca 1941 roku upamiętniał początkowo niewielki obelisk. 16 sierpnia 1995 roku w miejscu, gdzie znajdowała się synagoga, na terenie między ul. Suraską a ul. Legionową, odsłonięto nowy, bardziej okazały pomnik. Został on ufundowany przez diasporę białostockich Żydów i władze Białegostoku. Jego głównym elementem jest żelazny szkielet symbolizujący kopułę synagogi. Został on umieszczony na gwieździe Dawida, którą ułożono z kostki granitowej. Nieopodal stoi monument w kształcie muru, zwieńczony wykonaną z brązu menorą. Na jego frontowej ścianie zawieszono dwie mosiężne tabliczki. Jedna przedstawia budynek dawnej synagogi, na drugiej widnieje inskrypcja w językach polskim, angielskim i hebrajskim:

Święty wspaniały nasz przybytek stał się pastwą ognia, 27 czerwca 1941 r. 2000 Żydów niemieccy mordercy spalili w nim żywcem.

Ofiary „czarnego piątku” upamiętnia także tablica na ścianie budynku przy ul. Suraskiej 1. Widnieje na niej inskrypcja w językach polskim i hebrajskim, która informuje niezbyt ściśle:

Świetlanej pamięci trzech tysięcy męczenników żydowskich żywcem spalonych w dużej synagodze w Białymstoku przez hitlerowskich morderców w dniu 24 czerwca 1941 r.
W 15-stą rocznicę powstania w gehcie białostockim: 16. VIII. 1943 r. – 16. VIII 1958 r.

Miejsce masowych egzekucji w lesie na Pietraszach zostało po wojnie oznaczone i ogrodzone. Ofiary upamiętnia wykonany z betonu pomnik w kształcie czarnego obelisku, stojący na cokole obłożonym płytami z białego marmuru. Zawieszono na nim dwie tablice, na których widnieje inskrypcja w językach polskim i hebrajskim:

Ku czci Białostoczan, pierwszych ofiar hitleryzmu: 5000 Żydów zamordowanych w dniach 3 – 12 VII 1941, oraz 100 Polaków i Białorusinów zamordowanych w okresie późniejszym.

## Odpowiedzialność sprawców
W 1961 roku przed sądem krajowym w Monachium odbył się proces pięciu byłych członków Einsatzkommando 8. Dowódca jednostki, Otto Bradfisch, został uznany winnym pomocnictwa w zamordowaniu 15 tys. osób i skazany na karę 10 lat więzienia. Dwóch innych oskarżonych, Wilhelm Schulz i Oskar Winkler, usłyszało wyroki odpowiednio 7 lat i 3,5 roku pozbawienia wolności. Pozostałych oskarżonych uniewinniono.
W 1963 roku przed sądem krajowym we Fryburgu odbył się proces trzech byłych funkcjonariuszy 322. batalionu policji, którym postawiono zarzut udziału w masowych mordach na Żydach w Białymstoku, Baranowiczach, Mińsku i Mohylewie. Wszyscy trzej zostali uniewinnieni.
Hans Graalfs, członek EK 8, został w 1964 roku skazany przez sąd krajowy w Kilonii na trzy lata więzienia za pomocnictwo w morderstwie 760 Żydów, m.in. w Białymstoku. W tym samym roku przed sądem krajowym w Kolonii toczył się proces innego członka tej jednostki, Wernera Schönemanna. Został on uznany winnym pomocnictwa w morderstwie 2170 Żydów, m.in. w Białymstoku; sąd wymierzył mu karę 6 lat więzienia.
10 października 1967 roku przed sądem krajowym w Wuppertalu rozpoczął się proces dwunastu byłych członków 309. batalionu policji, którym zarzucono udział w masakrze białostockich Żydów w „czarny piątek” 27 czerwca 1941 roku. Wyrokiem z 12 marca 1968 roku trzech oskarżonych: Rolf-Joachim Buchs, Wilhelm Schaffrath i Friedrich Rondholz, zostało uznanych winnymi morderstwa i skazanych na karę dożywotniego pozbawienia wolności. Sześciu oskarżonych uznano winnymi pomocnictwa w morderstwie, jednakże sąd odstąpił od wymierzenia im kary. Trzech oskarżonych uniewinniono.
Na skutek apelacji wyroki wobec skazanych policjantów zostały jednak uchylone przez Federalny Trybunał Sprawiedliwości. Było to spowodowane głównie względami proceduralnymi, tj. faktem, iż jeden z sędziów przysięgłych został w przeszłości uznany za przejściowo niepoczytalnego. W dodatku w przypadku Friedricha Rondholza trybunał uchylił wyrok w części dotyczącej zamordowania czterech Żydów, a w odniesieniu do części wyroku dotyczącej pomocnictwa w zamordowaniu 13 osób uznał, że nastąpiło przedawnienie karalności. Powtórny proces odbył się w 1973 roku, ponownie przed sądem krajowym w Wuppertalu. Tym razem dwóch oskarżonych uznano winnymi jedynie pomocnictwa w morderstwie, a zasądzone wyroki okazały się znacznie niższe. Wilhelm Schaffrath został skazany na karę 6 lat pozbawienia wolności, podczas gdy Rolf-Joachim Buchs usłyszał wyrok 4 lat pozbawienia wolności.
W 1968 roku przed sądem krajowym w Bochum odbył się proces dziesięciu byłych członków 316. batalionu policji, oskarżonych o udział w masowych mordach na Żydach m.in. w Białymstoku. Sąd uniewinnił wszystkich oskarżonych, uznając, że działali pod przymusem.

## W kulturze
Żonom mężczyzn, których zamordowano podczas „akcji” 12–13 lipca 1941 roku, jest poświęcony wiersz Kapłana Pesacha Rivkele di shabesdike (pol. Rywkełe – szabasowa wdowa).